# فلسفه ۲۲۷
سیارک ۲۲۷ (به انگلیسی: 227 Philosophia) دویست و بیست و هفتمین سیارک کشف شده‌است که در ۱۲ اوت ۱۸۸۲ و در پاریس کشف شد.
قدر مطلق سیارک برابر ۸٫۷۰ است.